# Sympherta curvivenica
Sympherta curvivenica är en stekelart som beskrevs av Mao-Ling Sheng 1998. Sympherta curvivenica ingår i släktet Sympherta och familjen brokparasitsteklar. Inga underarter finns listade i Catalogue of Life.